# The Prodigies
Pour les articles homonymes, voir Prodigy.
Pour plus de détails, voir Fiche technique et Distribution.
The Prodigies est un film d'animation d'Antoine Charreyron, sorti en France le 8 juin 2011. C'est l'adaptation du roman La Nuit des enfants rois de Bernard Lenteric, publié en 1981. Le film est réalisé en images de synthèse à l'aide de la technique de la capture de mouvement.

## Synopsis
Jimbo Farrar, dix ans, est un enfant surdoué qui subit des abus de la part de ses parents. Un jour, dans un accès de colère, Jimbo utilise involontairement ses capacités surnaturelles, entraînant la mort de sa mère et le suicide de son père. Jimbo est ensuite envoyé dans un hôpital psychiatrique, où il est ensuite pris sous l'aile du milliardaire Charles Killian, qui l'aide à contrôler ses pouvoirs.
Vingt ans plus tard, Jimbo devient un chercheur renommé à la Killian Foundation for Gifted Children. Il crée un jeu en ligne appelé « The Game » pour identifier d'autres individus dotés de capacités surnaturelles. Cependant, lorsque cinq adolescents sans lien de parenté piratent son ordinateur et découvrent ses plans, Jimbo arrête le jeu. À sa grande surprise, il reçoit un mystérieux message lui demandant : « Où es-tu ? Déterminé à retrouver les adolescents, il se lance dans une quête.
Pendant ce temps, Charles Killian meurt et la fondation tombe entre les mains de Mélanie, sa fille lesbienne, et de Jenkins, son commandant en second. Ils prévoient de mettre fin au jeu de Jimbo et de se concentrer plutôt sur une émission de télévision. Pour sauver la partie et localiser davantage d'individus doués, Jimbo propose l'idée d'un concours télévisé appelé American Genius. Cinq adolescents triés sur le volet, Gil, Liza, Lee, Harry et Sammy, sont choisis comme participants en raison de leurs capacités extraordinaires.
Cependant, une tragédie survient lorsque Liza est agressée et violée par des voyous alors que les adolescents sont rassemblés à Central Park. Jimbo arrive trop tard pour empêcher l'attaque, mais la douleur ressentie par Liza est étendue par télépathie aux autres, et ils utilisent leurs capacités pour vaincre les assaillants. Liza tombe dans le coma et Jimbo découvre que Mélanie envisage de dissimuler le crime pour protéger l'émission télévisée.
Enragé, Jimbo affronte Mélanie et perd le contrôle de ses pouvoirs, ce qui conduit à son renvoi de la Fondation Killian. Déterminé à protéger les adolescents restants, il s'enferme dans son bureau. Pendant ce temps, les adolescents infiltrent les archives de la fondation et trouvent des enregistrements vidéo de Jimbo discutant de son isolement et de son projet de rassembler des individus doués pour se venger.
Inspirés par les paroles de Jimbo, Gil, Sammy, Lee et Harry décident de se venger et de tuer les agresseurs de Liza, ainsi que l'officier qui a dissimulé le crime et sa femme. Jimbo est alarmé par leurs actions, et lorsqu'il essaie de les raisonner, ils se retournent contre lui. Ils lui ordonnent de tuer Jenkins, mais Jimbo refuse, conduisant à une attaque brutale qui culmine avec la mort de Jenkins et Jimbo étant accusé du meurtre.
Jimbo tente d'expliquer la vérité sur leurs pouvoirs à la police, mais il commence une hallucination et est incapable de les convaincre. Il est envoyé en prison, tandis que Gil, Harry, Lee et Sammy envisagent de provoquer la destruction comme forme de justice pour leurs souffrances passées.
Liza se réveille de son coma et informe Ann, la femme de Jimbo, des projets des adolescents d'infiltrer la Maison-Blanche. Ann demande l'aide de Mélanie, qui organise la finale d'American Genius à la Maison-Blanche. Ann et Liza unissent leurs forces pour empêcher les destructions planifiées par les adolescents.
Jimbo s'échappe de prison en utilisant ses pouvoirs et retrouve Liza. Ensemble, ils se précipitent vers la Maison-Blanche. Cependant, leur progression est entravée par les gardes jusqu'à ce que Liza libère ses pouvoirs, leur permettant de s'échapper. Pendant ce temps, les quatre adolescents surdoués manipulent les soldats et les gardes du corps pour qu'ils s'entretuent, entraînant la mort de Mélanie.
Gil lance une attaque nucléaire sur l'Université de Killian, mais Sammy évoque la possibilité que l'enfant à naître d'Ann puisse également posséder des capacités surnaturelles, lui sauvant la vie. Jimbo arrive au bunker de la Maison-Blanche, apprenant que Gil mène l'attaque. Un combat s'ensuit et Jimbo se sacrifie pour protéger Ann, mais Justin, le cinquième concurrent, voulant tirer sur Gil, atteint Jimbo qui meurt. Le missile nucléaire s'anéantit lui-même au dernier moment.
Après la mort de Jimbo, l'entreprise de Killian fait faillite. Des mois plus tard, Ann, toujours enceinte, reçoit le téléphone de Jimbo, contenant un dernier message vidéo laissé par Jimbo, lui disant qu'il l'aime.
Liza, Harry, Sammy et Lee continuent leur recherche d'individus doués en utilisant le jeu de Jimbo. Cependant, Gil semble s'engager sur sa propre voie sombre, complotant de sinistres projets.

## Différences avec le roman
- Dans le livre, les adolescents sont sept dont une seule fille. Durant l'attaque à Central Park, elle ne sera pas la seule à être violée.
- Dans le livre, Jimbo - tout comme Gil - n'a pas été maltraité durant son enfance. Tous deux sont cependant incompris de leurs proches.
- Dans le livre, les agresseurs sont cinq, les "enfants-rois" ne les retrouvent pas et cachent eux-mêmes à leurs proches - Y compris Jimbo - le crime dont ils ont été victimes.
- Dans le livre, les 7 "enfants-rois" ne disposent d'aucun pouvoir para-mental particulier (contrairement au film où ils semblent pouvoir prendre en partie le contrôle d'autres cerveaux à proximité d'eux) : il s'agit simplement de 7 enfants très supérieurement intelligents (sans doute les 7 plus doués de leur génération). C'est d'ailleurs en posant un problème de mathématiques à Gil que Jimbo Farrar constate le don intellectuel hors du commun de l'enfant : le problème est un système linéaire de n équations à n inconnues (notion absolument pas abordée en classe de 3e en France), l'enfant est alors âgé de 5 ans et résout ce problème sans aucune difficulté, en réinventant la méthodologie calculatoire nécessaire. Dans le film, Jimbo pousse Gil à prendre le contrôle d'un moineau (prouvant ainsi qu'il est doué de capacités para-mentales n'existant pas chez les êtres humains ordinaires).
- Dans le livre, Jimbo Farrar est certes surdoué, mais n'est pas d'un niveau intellectuel comparable à celui des "enfants-roi" (son personnage insiste sur ce point explicitement à plusieurs reprises). Au contraire, dans le film, il semble avoir des capacités mentales et para-mentales équivalentes à celles des 5 adolescents (il est lui-même un "enfant-roi").
- L'incident de la maison au bord de la mer a été remplacé dans le film par celui de la Maison-Blanche.
- Dans le livre, c'est l'étude de dessin d'enfant qui permet de découvrir les génies à l'âge de 5 ans, ainsi Jimbo, chaque année jusqu'à leur adolescence ira leur rendre visite.
- L'amour qu'éprouve Liza pour Jimbo est plus intense dans le livre et la jeune fille ne tombe pas dans le coma. D'ailleurs les deux ont une relation sexuelle à un moment du livre.
- Jimbo ne meurt pas dans le roman. En revanche, 2 des adolescents y sont tués : les 2 qui avaient basculé dans la folie meurtrière au-delà de tout retour possible : il s'agit de Gil Yepes et Guthrie Cole. Ils sont tués par les autres enfants-roi, qui s'opposent à la mise à mort de Jimbo.
- Jimbo et Ann ont déjà deux enfants dans le livre.
- Le passage avec les parents de Jimbo n'existe pas dans le roman. Son père est bien mort, mais la cause n'est pas précisée. Jimbo se dispute souvent avec son beau-père (employé de la multinationale qui sera tué par les enfants rois dans le roman) et c'est contre lui qu'il dirige sa colère[1]

## Fiche technique
- Titre : The Prodigies
- Réalisation : Antoine Charreyron
- Régisseur général: Ambroise Gayet
- Scénario : Alexandre de La Patellière et Matthieu Delaporte, d'après le roman La Nuit des enfants rois de Bernard Lenteric
- Musique : Klaus Badelt
- Montage : Sébastien Prangère, Vincent Tabaillon, Benjamin Weill
- Producteurs : Jim Burton, Olivier Delbosc, Aton Soumache, Alexis Vonarb, Frédérique Dumas-Zajdela.
- Coproducteurs : Genevieve Lemal, Marc Missonnier.
- Producteur exécutif : Jean-Bernard Marinot.
- Sociétés de production : Fidélité Films, Onyx Films, Studio 37
- Société de distribution :  Warner Bros.,  Entertainment Film Distributors, The Weinstein Company (ventes internationales)
- Langue : français, allemand, anglais
- Budget : 22 000 000 €[2]
- Durée : 87 minutes (1h 27)
- Classification :  France : interdit aux moins de 12 ans lors de sa sortie en salle mais déconseillé aux moins de 16 ans lors de sa diffusion à la télévision[3]
 Québec : 13 ans et plus.
- Date de sortie : 8 juin 2011

## Distribution

### Voix françaises
- Mathieu Kassovitz : Jimbo Farrar
- Alexis Tomassian : Jimbo enfant / Ozzie
- Féodor Atkine : Charles Killian
- Julie Dumas : Melanie
- Claire Guyot : Ann
- Jessica Monceau : Liza
- Thomas Sagols : Gil
- Diouc Koma : Harry
- Sophie Chen : Lee
- David Scarpuzza : Sammy
- Gauthier de Fauconval : Justin

### Voix anglaise (dubAmazon Studios)
- Freddie Highmore : Jimbo Farrar / Jimbo enfant
- Naomi Watts : Ann
- Katie Leung : Lee
- Ben Whishaw : Gil
- Juno Temple : Liza
- Vera Farmiga : Melanie
- Joe Thomas : Sammy
- Franz Drameh : Harry
- Dustin Hoffman : Charles Killian
- Gael García Bernal : Jenkins
- August Diehl : Lorenzo
- Alexander Fehling : Diaz
- Mathieu Kassovitz : McKenzie
- Elias Koteas : le président des États-Unis
- Dominic Cooper : Ozzie
- Alex Zane : l'hôte du American Genius
- Mark Strong : le père de Jimbo
- Sally Hawkins : la maman de Jimbo
- Josh Hartnett : lieutenante Smith
- Noel Fisher : Justin

### Capture de mouvement
- Jeffrey Evan Thomas : Jimbo Farrar
- Dominic Gould : Charles Killia
- Lauren Ashley Carter : Liza Everton
- Moon Dailly : Mélanie Killian
- Alex Martin : Jenkins possédé
- Laurent Demianoff : FBI Big
- Patrick Vo : Diaz
- Jacob Rosenbaum : Gil / Jimbo jeune
- Nilton Martins : Sammy
- Isabelle Van Waes : Anne
- Claire Thill : Flora Blump

## Production
Ce film est la première réalisation d'Antoine Charreyron. Le film mêle capture de mouvement et animation.
Un des studios parisiens chargés du film ferma ses portes en cours de tournage, contraignant l'équipe à se déplacer en Inde pour compléter la production dans l'urgence.

## Dispositif transmédia
Le film, à sa sortie, a bénéficié d'un dispositif transmédia sur web et mobiles. La partie ludique de ce dispositif était un jeu mobile intitulé The Prodigies Test, développé par Bulkypix. Ce jeu mettait en scène le test de la fondation Killian sous la forme de mini-jeux liés par une narration en réalité alternée et d'un outil de géolocalisation.

## Accueil

### Critique
À sa sortie en France le 8 juin 2011, The Prodigies divise beaucoup la critique. Consulté le 10 juin, le site AlloCiné attribuait au film une moyenne de 2,89 sur une échelle de 5, fondée sur 18 titres de presse, dont cinq attribuaient au film la note de 4, six la note de 3 et sept la note de 2.

### Box-office
The Prodigies est exploité sur 282 copies à sa sortie en France. Après une semaine, il parvient difficilement à trouver son public avec seulement 89 083 entrées puis 37 067 entrées la seconde semaine pour un cumul de 126 150 entrées en deux semaines.